# Lumpang (Karanganyar)
Lumpang is een bestuurslaag in het regentschap Purbalingga van de provincie Midden-Java, Indonesië. Lumpang telt 1316 inwoners (volkstelling 2010).